# Чарльз Протеус Штейнмец
Чарльз Протеус Штейнмец (англ. Charles Proteus Steinmetz)  (9 квітня 1865, Бреслав, Пруссія — 26 жовтня 1923, Скенектаді) — американський інженер-електрик німецького походження.

## Біографія

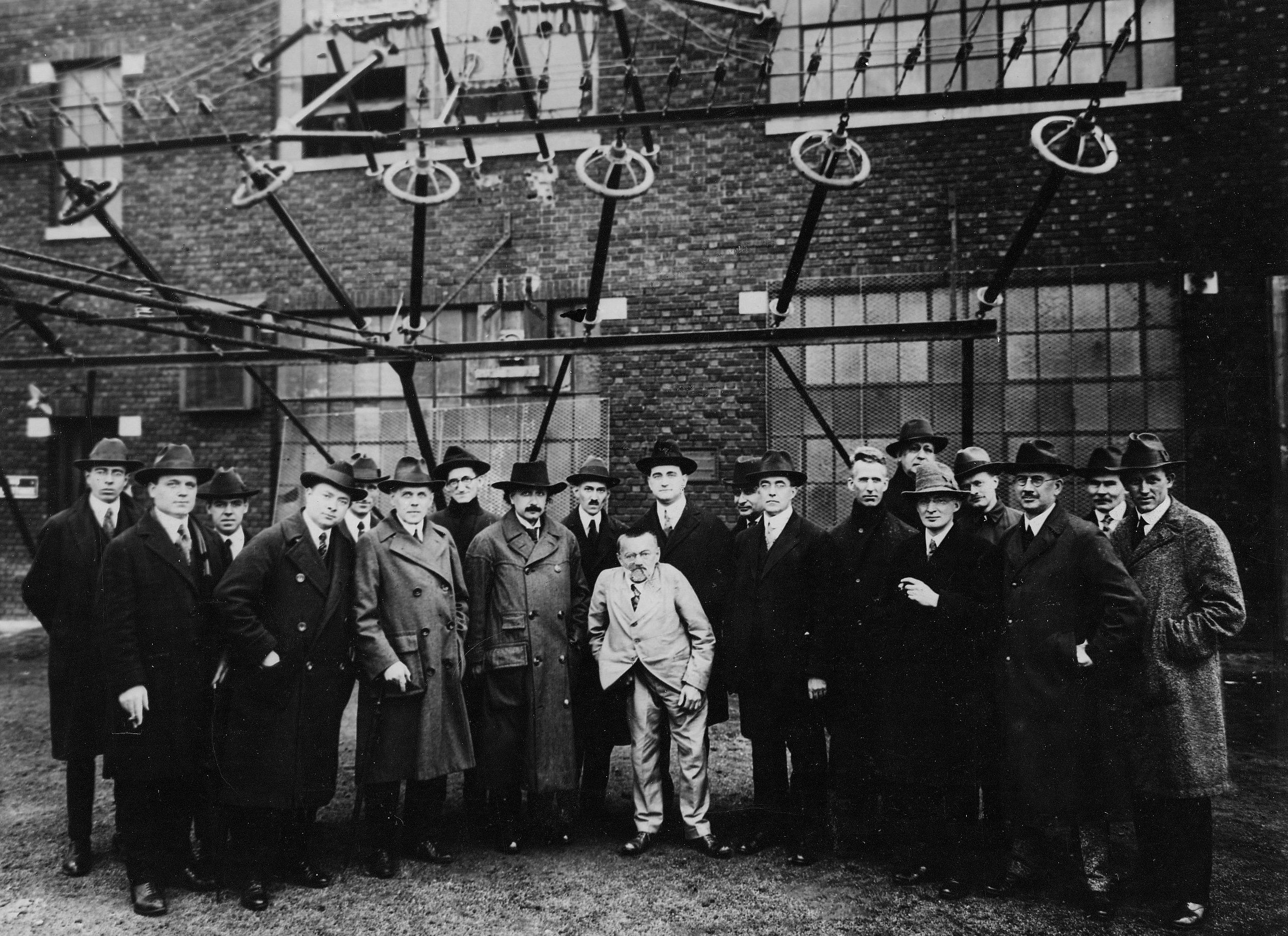

Як батько і дід, Чарльз Штейнмец був карликом, горбанем і страждав дисплазією кульшового суглоба. 1883 року вступив до Університету Вроцлава. За критику уряду і соціалістичну агітацію в університетському гуртку потрапляв під поліційне розслідування, що в умовах Виняткового закону проти соціалістів загрожувало серйозним тюремним терміном. Змушений був виїхати до Цюриху, а в 1889 р. оселився в Нью-Йорці. Працював у невеликій фірмі Р. Айкемеєра, де і зацікавився електротехнікою.
- У 1890–1892 роках виводить емпіричну формулу для розрахунку втрат на гістерезис.
- В 1893 фірма Айкермеєра входить в General Electric. В цьому ж році математично описує явища змінного струму.
- Підвищений в General Electric до начальника обчислювального відділу.
- 1897 — розробка основ символічного методу розрахунку кіл змінного струму.
- З 1901 по 1902 президент Американського інституту інженерів-електриків (AIEE, в майбутньому IEEE)
- З 1903 р. він став професором Юніон Коледжу в Скенектаді.
- В 1921 р. Штейнмец спроєктував унікальний на той час генератор імпульсів високої напруги, виготовлений на одному з заводів фірми, який дозволяв отримувати напругу до 120 кіловольтів при потужності близько 1 млн кінських сил.
- 26 жовтня 1923, у віці 58 років, він помер в результаті хвороби.

## Деякі факти
- Під час похорону, коли труну з його тілом опускали в могилу, на підприємствах концерну General Electric на 5 хвилин були припинені всі роботи.
- На фото праворуч Штейнмец стоїть у центрі, а поруч стоять Нікола Тесла, Альберт Ейнштейн і Давид Сарнов.
- Відома цитата Штейнмеца: «Жодна людина, поки вона задає питання, не стає справжнім дурнем».
- Раз на рік, за особливий внесок у розвиток і/або поліпшення стандартів в електротехнічній та електронній інженерії присуджують премію IEEE ім. Чарльза Протеуса Штейнмеца.
- На момент смерті Штейнмец мав більше 200 патентів, серед яких: «Система розподілу змінним струмом», «Трифазний індукційний лічильник», «Асинхронний електродвигун», «Система електричного розподілу», «Випрямна техніка» та інші.